# Liste von Bergen in Namibia

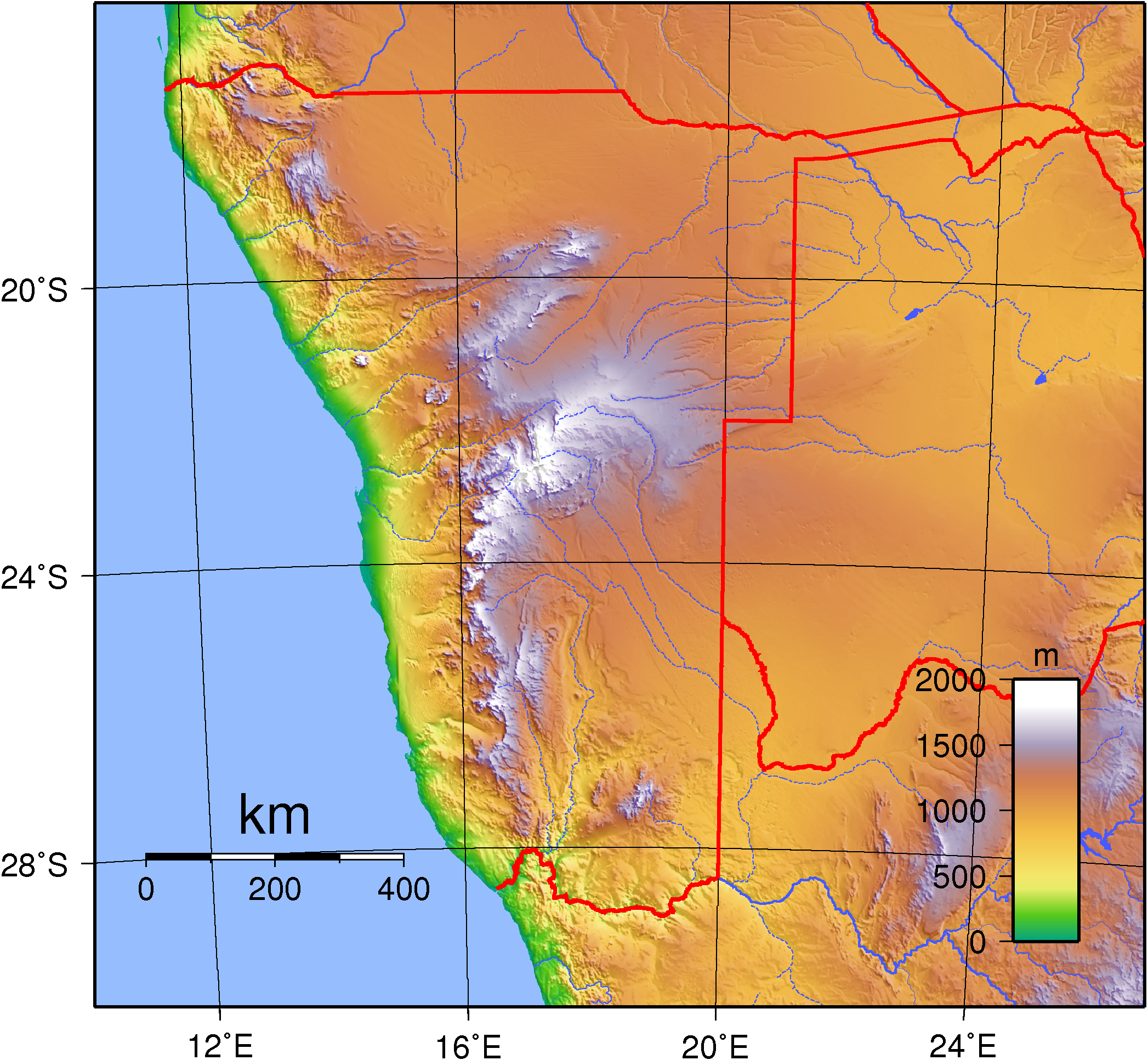
Topographische Karte Namibias

Diese Liste enthält eine Auswahl der höchsten und bekanntesten Berge in Namibia. Der Großteil dieser Berge befindet sich im zentralen Hochland Namibias.

## Liste
| Berg                       | Höhe   | Gebirge            | Region         | Bemerkung                                |
| -------------------------- | ------ | ------------------ | -------------- | ---------------------------------------- |
| Königstein                 | 2573 m | Brandbergmassiv    | Erongo         | Erstbesteigung 1918 durch Reinhard Maack |
| Horn                       | 2519 m | Brandbergmassiv    | Erongo         | 1965 als Claus Burfeindt Horn benannt    |
| Numasfels                  | 2518 m | Brandbergmassiv    | Erongo         |                                          |
| Aigub                      | 2501 m | Brandbergmassiv    | Erongo         |                                          |
| Moltkeblick (Mt. Auas)     | 2479 m | Auasberge          | Khomas         |                                          |
| Stormberg                  | 2424 m | Auasberge          | Khomas         |                                          |
| Bismarckfelsen             | 2417 m |                    | Khomas         |                                          |
| Oorlogstein                | 2392 m | Auasberge          | Khomas         |                                          |
| Gamsberg                   | 2347 m | Hakosberge         | Khomas         | Tafelberg                                |
| Auasende                   | 2344 m | Auasberge          | Khomas         |                                          |
| Grossherzog-Friedrich-Berg | 2336 m | Auasberge          | Khomas         |                                          |
| Hohenstein                 | 2319 m | Erongogebirge      | Erongo         |                                          |
| Regenstein                 | 2302 m | Auasberge          | Khomas         |                                          |
| Orabes-Kopf                | 2299 m | Brandbergmassiv    | Erongo         |                                          |
| Bismarckberge              | 2289 m | Khomashochland     | Khomas         |                                          |
| Omatakoberge               | 2286 m |                    | Otjozondjupa   | Kegelberg                                |
| Zisabspitze                | 2228 m | Brandbergmassiv    | Erongo         |                                          |
| Schroffenstein             | 2202 m | Große Karasberge   | ǁKaras         |                                          |
| Schildkröte                | 2197 m |                    | Khomas         |                                          |
| Kamelberg                  | 2194 m | Auasberge          | Khomas         |                                          |
| Kempinskiberg              | 2187 m | Auasberge          | Khomas         |                                          |
| Ludwigkop                  | 2133 m | Erosberge          | Khomas         |                                          |
| Wachter                    | 2120 m | Erosberge          | Khomas         |                                          |
| Erzberg                    | 2115 m | Erosberge          | Khomas         |                                          |
| Neudammkuppe               | 2092 m | Neudammer Hochland | Khomas         |                                          |
| Etjo                       | 2086 m |                    | Otjozondjupa   | Tafelberg                                |
| Gross-Otavi                | 2069 m | Otaviberge         | Otjozondjupa   |                                          |
| Haynschlucht               | 2067 m | Erosberge          | Khomas         |                                          |
| Rosaberg                   | 2067 m |                    | Khomas         |                                          |
| Omavanda                   | 2065 m |                    | Kunene         |                                          |
| Chowagasberg               | 2063 m |                    | ǁKaras         |                                          |
| Schakalberg                | 2058 m | Auasberge          | Khomas         |                                          |
| Abendstein                 | 2051 m | Erosberge          | Khomas         |                                          |
| Turmberg                   | 2031 m |                    | Khomas         |                                          |
| Humansberg                 | 2026 m | Khomashochland     | Khomas         |                                          |
| Schlangenberg              | 2019 m | Auasberge          | Khomas         |                                          |
| Zagenicht                  | 2007 m | Erosberge          | Khomas         |                                          |
| Kaiser-Wilhelm-Berg        | 1997 m | Khomashochland     | Khomas         |                                          |
| Ziegenberge                | 1976 m | Khomashochland     | Khomas         |                                          |
| Löwenhaupt                 | 1974 m | Erosberge          | Khomas         |                                          |
| Tsebrisberg                | 1971 m |                    | Hardap         |                                          |
| Kuduberg                   | 1970 m | Auasberge          | Khomas         |                                          |
| Arbeit Adelt               | 1965 m | Naukluft           | Hardap         |                                          |
| Otjinduu                   | 1963 m |                    | Kunene         |                                          |
| Losberg                    | 1939 m |                    | Hardap         |                                          |
| Klein-Waterberg            | 1930 m |                    | Otjozondjupa   | Tafelberg                                |
| Klein Kuppe                | 1918 m | Auasberge          | Khomas         |                                          |
| Ombotozo                   | 1918 m |                    | Otjozondjupa   |                                          |
| Viereckstein               | 1909 m | Erosberge          | Khomas         |                                          |
| Otjompaue                  | 1902 m |                    | Khomas         |                                          |
| Okenyenya                  | 1902 m |                    | Erongo         |                                          |
| Schanzenberg               | 1902 m | Tirasberge         | ǁKaras         |                                          |
| Zuckerhutberg              | 1890 m |                    | Khomas         |                                          |
| Spitzberg                  | 1886 m | Auasberge          | Khomas         |                                          |
| Waterberg                  | 1885 m |                    | Otjozondjupa   | Tafelberg                                |
| Otjikoko                   | 1884 m |                    | Erongo         |                                          |
| Hoh Windhoek               | 1880 m | Auasberge          | Khomas         |                                          |
| Onduno                     | 1854 m |                    | Khomas         |                                          |
| Paviansberg                | 1831 m |                    | Khomas         |                                          |
| Orosberg                   | 1822 m |                    | Otjozondjupa   |                                          |
| Nubuamisberg               | 1775 m |                    | Khomas         |                                          |
| Koedoeberg                 | 1743 m |                    | Khomas         |                                          |
| Jungfrau                   | 1740 m |                    | Erongo         |                                          |
| Doppelkuppe                | 1736 m |                    | Hardap         |                                          |
| Spitzkoppe                 | 1728 m |                    | Erongo         | Inselberg                                |
| Klein-Etjo                 | 1727 m |                    | Otjozondjupa   | Tafelberg                                |
| Elefantenberg              | 1689 m | Otaviberge         | Otjozondjupa   |                                          |
| Koedoeberg                 | 1680 m |                    | Hardap         |                                          |
| Sargdeckel                 | 1667 m |                    | Erongo         |                                          |
| Omitaraberg                | 1656 m |                    | Omaheke        |                                          |
| Grootberg                  | 1640 m |                    | Kunene         |                                          |
| Nubebberg                  | 1618 m |                    | Erongo         |                                          |
| Brukkaros                  | 1590 m |                    | ǁKaras         | vulkanähnlicher Inselberg                |
| Kleine Spitzkoppe          | 1584 m |                    | Erongo         | Inselberg                                |
| Dikwillem                  | 1505 m |                    | ǁKaras         | ehemaliger Vulkan                        |
| Osonakuppe                 | 1459 m |                    | Otjozondjupa   |                                          |
| Saagberg                   | 1414 m |                    | Erongo, Khomas |                                          |
| Onanisberg                 | 1400 m |                    | Erongo         |                                          |
| Wetterkopf                 | 1398 m |                    | ǁKaras         |                                          |
| Holoogberg                 | 1286 m |                    | ǁKaras         |                                          |
| Spiegelberg                | 1231 m | Hunsberge          | ǁKaras         |                                          |
| Langer Heinrich            | 1153 m |                    | Erongo         |                                          |
|                            | 1107 m | Tsausberge         | ǁKaras         |                                          |
| Oorlogskop                 | 1136 m |                    | ǁKaras         |                                          |
| Ysterberg                  | 1133 m |                    | ǁKaras         |                                          |
| Höchster                   | 1114 m | Klinghardtberge    | ǁKaras         |                                          |
| Heioab                     | 1090 m |                    | ǁKaras         |                                          |
| Aurus                      | 1050 m |                    | ǁKaras         |                                          |
| Inachabkuppe               | 0936 m |                    | ǁKaras         |                                          |
| Verneukberg                | 0857 m | Hunsberge          | ǁKaras         |                                          |
| Rössingberge               | 0726 m |                    | Erongo         |                                          |
| Vogelfederberg             | 0527 m |                    | Erongo         |                                          |
| Verbrannter Berg           |        |                    | Kunene         |                                          |